# Komi-san wa, Komyushō desu.
Komi-san wa, Komyushō desu. (古見さんは、コミュ症です。?  lit. Komi-san no puede comunicarse.) es una serie de manga escrita e ilustrada por Tomohito Oda. Fue publicado como one-shot en la revista semanal Shūkan Shōnen Sunday de Shōgakukan en septiembre de 2015 y serializado desde el 18 de mayo de 2016 hasta el 29 de enero de 2025, con algunos ligeros cambios en la caracterización del one-shot. Hasta el momento la serie ha sido compilada en treinta y siete volúmenes tankōbon. La serie tiene licencia para su lanzamiento en inglés en Norteamérica por VIZ Media y en Latinoamérica por Editorial Ivrea.
Una adaptación a dorama se emitió del 6 de septiembre al 1 de noviembre de 2021, y una adaptación a anime producido por el estudio OLM se estrenó el 6 de octubre del mismo año en TV Tokyo y el 21 de octubre en Netflix. Una segunda temporada se estrenó el 6 de abril de 2022. El anime está licenciado por Netflix para su emisión internacional por streaming.
Hacia diciembre de 2021, el manga Komi-san wa, Komyushō desu tuvo cerca de 6 millones de copias en circulación. En 2022, el manga ganó el 67° Premio Shōgakukan en la categoría shōnen.

## Sinopsis
En su primer día asistiendo a la escuela privada Itan, la protagonista principal de la historia, Shoko Komi, recibe inmediatamente un aumento abrumador de popularidad, debido a la belleza estoica y sin precedentes y la elegancia refinada que sus compañeros de clase perciben que posee. Sin embargo, solo Hitohito Tadano, un estudiante extremadamente promedio asignado al asiento al lado del suyo, puede tener la oportunidad de descubrir que, detrás de su apariencia bishōjo, Shoko sufre de un Trastorno de ansiedad social y problemas de comunicación con las demás personas, por más que ella quiera en múltiples intentos sin éxito por hablar con cualquier persona. Por su parte, Tadano se dispone a ayudar a Komi en su búsqueda para superar sus problemas de comunicación y conseguir 100 amigos.

## Medios

### Manga
Komi-san wa, Komyushō desu. es escrito e ilustrado por Tomohito Oda. Se publicó por primera vez en el semanario Shōnen Sunday de Shōgakukan como one-shot el 16 de septiembre de 2015, mientras que la serie regular comenzó el 18 de mayo de 2016 y concluyó el 29 de enero de 2025 en la misma revista, con algunos ligeros cambios en la caracterización del one-shot. Hasta el momento se han publicado 37 volúmenes tankōbon de esta serie.

### Lista de volúmenes
| N.º | Fecha de lanzamiento     | ISBN original          |
| --- | ------------------------ | ---------------------- |
| 1   | 16 de septiembre de 2016 | ISBN 978-4-09-127343-7 |
| 2   | 16 de diciembre de 2016  | ISBN 978-4-09-127426-7 |
| 3   | 17 de marzo de 2017      | ISBN 978-4-09-127509-7 |
| 4   | 16 de junio de 2017      | ISBN 978-4-09-127575-2 |
| 5   | 18 de julio de 2017      | ISBN 978-4-09-127664-3 |
| 6   | 18 de octubre de 2017    | ISBN 978-4-09-127856-2 |
| 7   | 18 de diciembre de 2017  | ISBN 978-4-09-127885-2 |
| 8   | 16 de marzo de 2018      | ISBN 978-4-09-128091-6 |
| 9   | 18 de junio de 2018      | ISBN 978-4-09-128254-5 |
| 10  | 18 de septiembre de 2018 | ISBN 978-4-09-128390-0 |
| 11  | 18 de diciembre de 2018  | ISBN 978-4-09-128590-4 |
| 12  | 18 de marzo de 2019      | ISBN 978-4-09-128802-8 |
| 13  | 18 de junio de 2019      | ISBN 978-4-09-129166-0 |
| 14  | 16 de agosto de 2019     | ISBN 978-4-09-129329-9 |
| 15  | 18 de noviembre de 2019  | ISBN 978-4-09-129441-8 |
| 16  | 18 de febrero de 2020    | ISBN 978-4-09-129555-2 |
| 17  | 18 de mayo de 2020       | ISBN 978-4-09-129555-2 |
| 18  | 18 de septiembre de 2020 | ISBN 978-4-09-850178-6 |
| 19  | 18 de noviembre de 2020  | ISBN 978-4-09-850277-6 |
| 20  | 18 de febrero de 2021    | ISBN 978-4-09-850389-6 |
| 21  | 18 de mayo de 2021       | ISBN 978-4-09-850529-6 |
| 22  | 18 de agosto de 2021     | ISBN 978-4-09-850644-6 |
| 23  | 18 de octubre de 2021    | ISBN 978-4-09-850720-7 |
| 24  | 18 de enero de 2022      | ISBN 978-4-09-850866-2 |
| 25  | 18 de abril de 2022      | ISBN 978-4-09-851058-0 |
| 26  | 15 de julio de 2022      | ISBN 978-4-09-851185-3 |
| 27  | 18 de octubre de 2022    | ISBN 978-4-09-851349-9 |
| 28  | 18 de enero de 2023      | ISBN 978-4-09-851532-5 |
| 29  | 18 de abril de 2023      | ISBN 978-4-09-852027-5 |
| 30  | 18 de julio de 2023      | ISBN 978-4-09-852611-6 |
| 31  | 18 de octubre de 2023    | ISBN 978-4-09-852853-0 |
| 32  | 18 de enero de 2024      | ISBN 978-4-09-853073-1 |
| 33  | 17 de abril de 2024      | ISBN 978-4-09-853220-9 |
| 34  | 18 de julio de 2024      | ISBN 978-4-09-853434-0 |
| 35  | 18 de octubre de 2024    | ISBN 978-4-09-853635-1 |
| 36  | 17 de enero de 2025      | ISBN 978-4-09-853813-3 |
| 37  | 18 de marzo de 2025      | ISBN 978-4-09-854029-7 |

### Dorama
Una adaptación de drama televisivo de acción en vivo de 8 episodios se emitió del 6 de septiembre al 1 de noviembre de 2021 en NHK General TV. Aiko interpretó la canción temática de la serie. La adaptación narra una combinación de hechos entre el primer y el segundo año del manga.

### Anime
El 11 de mayo de 2021, se anunció una adaptación de la serie a anime por el estudio OLM. La serie está dirigida por Kazuki Kawagoe, con Ayumu Watanabe como director en jefe, guiones de Deko Akao, diseños de personajes de Atsuko Nakajima y música de Yukari Hashimoto. La serie se estrenó en TV Tokyo el 7 de octubre al 23 de diciembre de 2021, mientras que Netflix emitió la serie internacionalmente cada semana del 21 de octubre de 2021 al 6 de enero de 2022. Cider Girl interpreta el tema principal «Cinderella» (シンデレラ Shinderera?), mientras que Kitri interpreta el tema de cierre «Hikareinochi» (ヒカレイノチ?).
La segunda temporada fue anunciada en el último episodio de la primera en un anuncio poscréditos, estrenándose el 6 de abril de 2022 y finalizada el 22 de junio del mismo año. Miku Itou interpreta el tema principal «Ao 100-iro» (青100色?) y FantasticYouth interpreta el tema de cierre «Koshaberi Biyori» (小喋日和?).
La primera y la segunda temporada adaptan hasta el capítulo 129 del manga. 

## Recepción

### Crítica
La serie ha obtenido críticas positivas, ocupó el primer lugar en una encuesta de 2020 realizada por AnimeJapan de "Adaptación de anime más buscada".

### Ventas
Hasta septiembre de 2018, los primeros diez volúmenes tankōbon tenían más de 2 millones de copias en circulación. En febrero de 2021, los primeros veinte volúmenes de tankōbon tenían más de 5,2 millones de copias en circulación.
Un artículo publicado por Yahoo! News Japan confirmó que el manga escrito e ilustrado por Tomohito Oda, Komi-san wa, Komyushou Desu (Komi Can’t Communicate), ha superado las 5.8 millones de copias en circulación acumuladas. El conteo incluye los veintitrés volúmenes recopilatorios publicados hasta la fecha, sin contar el vigésimo cuarto programado para el 18 de enero de 2022 en Japón.